# Магдалена Сибилла Шлезвиг-Гольштейн-Готторпская
Магдалена Сибилла Шлезвиг-Гольштейн-Готторпская (нем. Magdalena Sibylla von Schleswig-Holstein-Gottorf; 24 ноября 1631, Готторп — 22 сентября 1719, Гюстров) — принцесса Шлезвиг-Гольштейн-Готторпская; в 1654—1695 годах — супруга правившего в Мекленбург-Гюстрове герцога Густава Адольфа.
Магдалена Сибилла Шлезвиг-Гольштейн-Готторпская — дочь герцога Фридриха III Шлезвиг-Гольштейн-Готторпского и Марии Елизаветы Саксонской. 28 декабря 1654 года Магдалена Сибилла вышла замуж за герцога Мекленбург-Гюстровского Густава Адольфа. После смерти супруга Магдалена Сибилла 26 лет прожила вдовствующей герцогиней и держала в Гюстрове небольшой двор.

## Потомки
- Иоганн (1655—1660)
- Элеонора (1657—1672)
- Мария (1659—1701), замужем за Адольфом Фридрихом II Мекленбургским, герцогом Мекленбург-Стрелица
- Магдалена (1660—1702)
- София (1662—1738), замужем за Кристианом Ульрихом I Вюртемберг-Эльс-Бернштадтским
- Кристина (1663—1749), замужем за Людвигом Кристианом Штольбергским
- Карл (1664—1688), женился на Марии Амалии Бранденбург-Шведтской, дочери Фридриха Вильгельма Бранденбургского
- Гедвига Элеонора (1666—1735), замужем за Августом Саксен-Мерзебург-Цёрбигским
- Луиза (1667—1721), замужем за королём Дании Фредериком IV
- Елизавета (1668—1738), замужем за Генрихом Саксен-Мерзебург-Шпрембергским
- Августа (1674—1756)